# Agostino Maggio da Pavia
Agostino Maggio da Pavia (ur. ok. 1450 w Pawii, zm. prawdopodobnie w 1520 w Como) – włoski dominikanin i inkwizytor.
Pochodził z Pawii. Wstąpił do zakonu dominikanów przed rokiem 1475. Należał do Kongregacji Lombardzkiej, reprezentującej zreformowane, obserwanckie skrzydło włoskich dominikanów. W 1475 był studentem w konwencie S. Domenico w Bolonii. W 1483 był członkiem konwentu dominikańskiego w Monza w diecezji Como i jako wikariusz inkwizytora Vercelli Lorenzo Soleriego  przewodniczył kilku procesom o czary w Bormio. Następnie pełnił funkcję przeora konwentów Kongregacji Lombardzkiej w Pawii (1487–1489), Arienzo (1498–1500) i Mantui (1500). 5 grudnia 1499 został mianowany inkwizytorem Bergamo i pełnił tę funkcję do ok. 1506. Był także inkwizytorem markizatu Saluzzo (1510–1516) oraz diecezji Como (1516–1520). Jako inkwizytor Como przewodniczył licznym procesom przeciwko osobom podejrzanym o czary i wiele z nich skazał na śmierć. Prawdopodobnie do niego odnosi się przekazana przez Andreę Alciato informacja o spaleniu przez niewymienionego z imienia inkwizytora ponad stu rzekomych czarownic, co miało wywołać bunt chłopstwa i interwencję miejscowego biskupa. Po raz ostatni został wspomniany jako żyjący w 1520 i przypuszczalnie w tym właśnie roku zmarł, gdyż we wrześniu 1520 funkcję inkwizytora Como pełnił już jego następca Modesto Scrofa da Vicenza.